# Президентский референдум в Кыргызстане (1994)
Референдум о подтверждении полномочий президента Кыргызстана Аскара Акаева прошёл 30 января 1994 года. На голосование был поставлен вопрос: «Вы подтверждаете, что Президент Кыргызстана, который был демократически избран 12 октября 1991 года на 5 лет, является Президентом Кыргызской Республики с правом выступать в качестве главы государства во время его пребывания в должности?». В итоге полномочия президента были подтверждены с результатом 97,0 % голосов от числа действительных бюллетеней (96,26 % от общего числа бюллетеней).

## Предыстория
Перед референдумом Аскар Акаев пытался проводить экономические реформы подвергающиеся критике со стороны парламента. Для укрепления своего положения президент решил провести голосование. Авторитетных социологических опросов не проводилось. 23 января Акаев обратился к населению страны, в обращении он заявил о намерении продолжить экономические реформы.

## Результаты
| Выборы                                                       | Голоса    | %        |
| ------------------------------------------------------------ | --------- | -------- |
| За                                                           | 2 095 644 | 96,26 %  |
| Против                                                       | 64 256    | 2,95 %   |
| Испорченые бюллетени                                         | 15 295    | 0,70 %   |
| Всего голосов                                                | 2 177 024 | 100,00 % |
| Всего избирателей/явка                                       | 2 267 163 | 96,02 %  |
| Источник: Elections in Asia: A data handbook, Volume I, p448 |           |          |

По итогам референдума полномочия Акаева были подтверждены.